# Sinus veineux
Le terme sinus veineux peut désigner :
- le segment du tube cardiaque primitif où débouche toutes les veines de l'embryon,
- un canal veineux formé par des parois endothéliales dépourvues de couche musculaire.

## Sinus veineux embryonnaire
Le sinus veineux embryonnaire est une grande cavité quadrangulaire qui précède l'oreillette du côté veineux du cœur.
Il disparait après la naissance pour s'incorporer à la paroi de l'oreillette droite.

### Aspect clinique
La persistance du sinus veineux embryonnaire est une malformation congénitale : le sinus venosus.

## Sinus veineux chez l'adulte
Chez l'adulte, les sinus veineux sont des conduits veineux dépourvues de couches musculaires.
On les trouve surtout au niveau du crâne comme le sinus de la dure-mère ou le sinus veineux de la sclère.
Ces structures permettent le drainage des structures environnantes, en particulier le cerveau.